# جون دبليو. دونوهيو
جون دبليو. دونوهيو (بالإنجليزية: John W. Donohue)‏ هو مهندس معماري أمريكي، ولد في 1869، وتوفي في 1941 في سبرينغفيلد في الولايات المتحدة.